# Jorge Arribas
Jorge Arribas (Aranda de Duero, 1979) es un flautista y acordeonista español. Entre otros grupos, ha sido miembro de La Musgaña y de Celtas Cortos

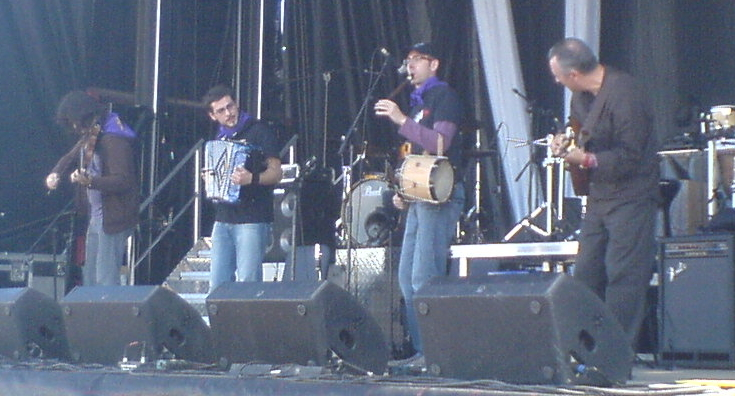
Jorge Arribas (segundo por la izquierda) en un concierto del grupo La Musgaña en Villalar de los Comuneros (2008).

Con 12 años inicia sus estudios de flauta travesera y acordeón en el Conservatorio Profesional de Música de Valladolid. Desde el primer momento decide alternar su formación clásica con grupos y colaboraciones de todo tipo de música: tradicional castellana, folk, pop, fusion, etc.
En Madrid finaliza el Grado Superior de Acordeón y en la actualidad, aunque ocasionalmente toque con sus viejos grupos, se dedica mayormente a los proyectos propios. 
Entre las colaboraciones destacan Vallobera, Javier Paxariño, Manuel Luna, María Salgado y Rao Trío. Y como proyectos propios: Taper Duel, un dúo folk-fusion con César Díez (bajo eléctrico) y el grupo Fetén Fetén (un dúo con el violinista Diego Galaz). 
Su disco Fetén Fetén, grabado con Galaz, presenta composiciones son ambos artistas (salvo una, firmada por Nacho Mastretta). El disco no fue producido por ninguna compañía discográfica tradicional, sino que se sufragó con las aportaciones de los seguidores del dúo.
En su segundo disco, Bailables, fusionan el swing, foxtrot, ritmos orientales y música tradicional castellana. La pieza que abre el disco, La Jota del Wasabi, es una fusión de ritmos orientales y jota tradicional castellana, inspirada en un plato tradicional castellano de pescado, el chicharro, según cuenta el propio Jorge Arribas en una de las muchas entrevistas.
Jorge mantiene sus proyectos mientras continúa aprendiendo, colaborando en grabaciones de estudio, como músico o compositor para teatro (Proyecto 43-2), proyectos escolares (editorial Anaya), artistas de distintos géneros (Nacho Mastretta, Ibérica de Danza, Zoobazar, Korrontzi, Celtas Cortos, Zenet...). 